# マンサク目

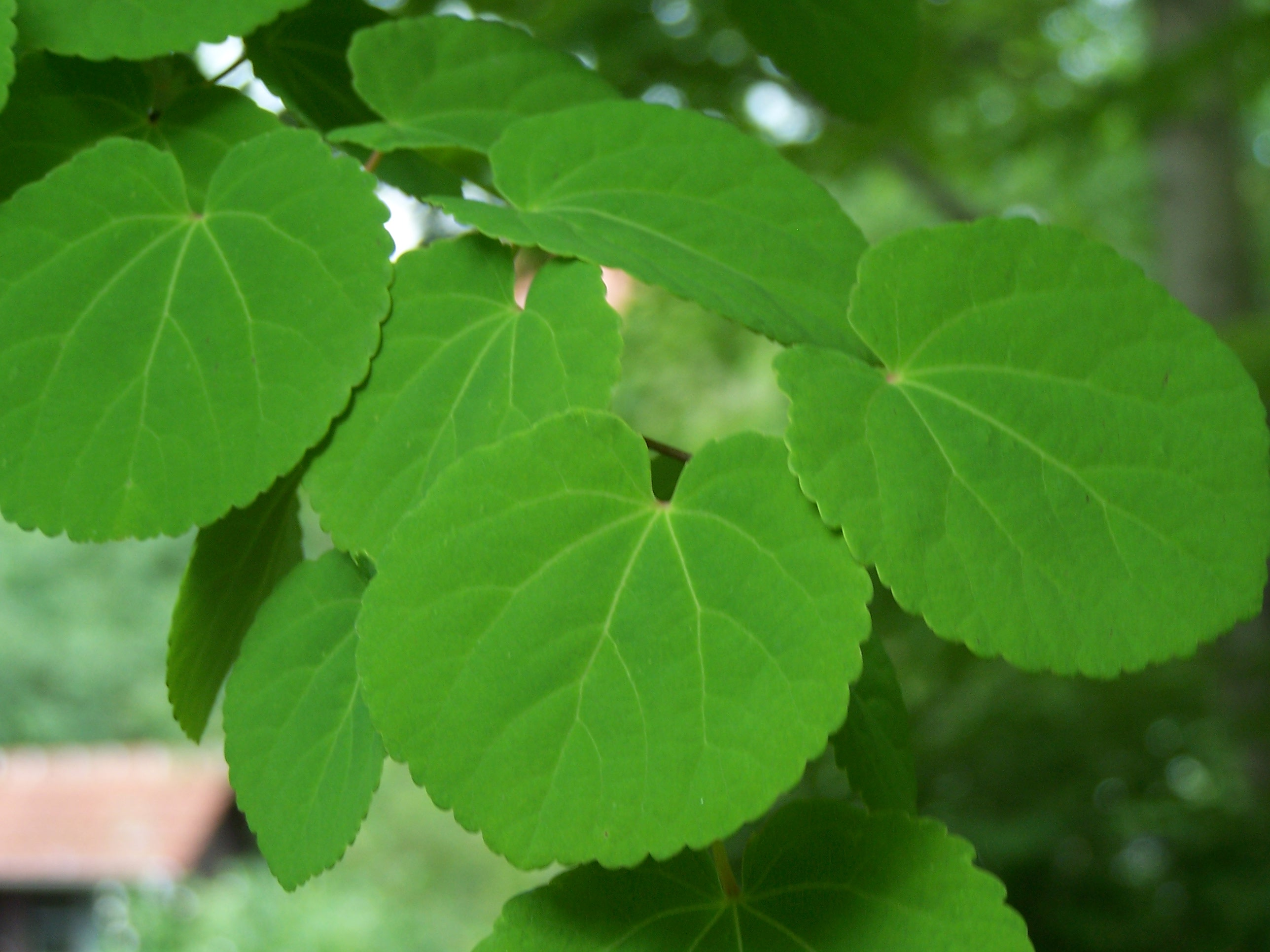
カツラ（カツラ科）

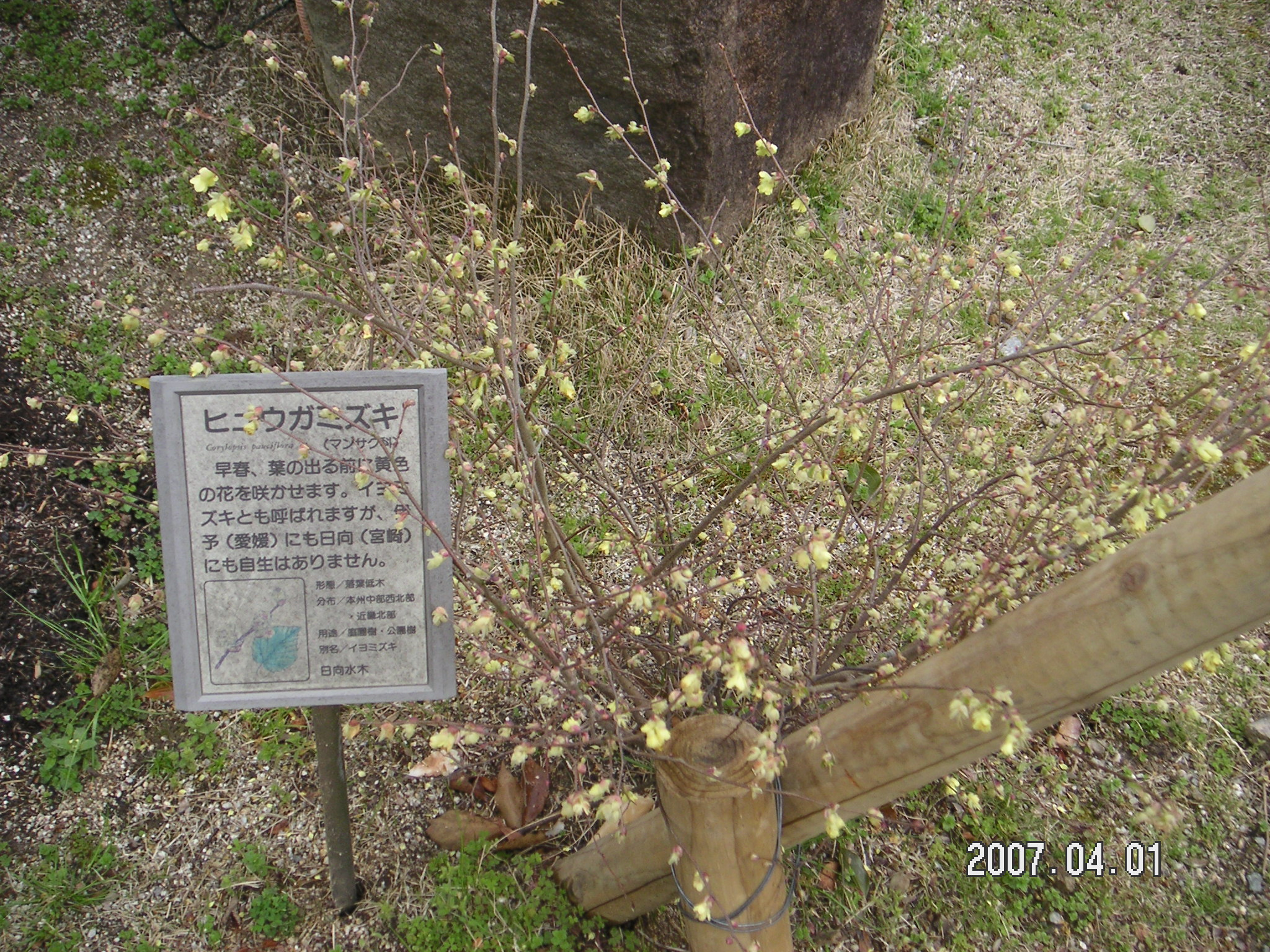
ヒュウガミズキ（マンサク科）

マンサク目 (Hamamelidales) は被子植物双子葉植物の目の1つでマンサク科をタイプ科とするもの。分類体系によって含まれる科や所属させる上位のタクソンには異同がある。

## APG植物分類体系
APG植物分類体系では、マンサク科はユキノシタ科に系統が近いとしてユキノシタ目に入れており、マンサク目は存在しない。

## クロンキスト体系
クロンキスト体系ではマンサク亜綱のタイプ目であり、5科を含む。
- 被子植物門 order Magnoliophyta
  - モクレン綱（双子葉綱）class Magnoliopsida
    - マンサク亜綱 subclass Hamamelidae
      - マンサク目 class Hamamelidae
        - カツラ科 family Cercidiphyllaceae
        - フサザクラ科 family Eupteleaceae
        - スズカケノキ科 family Platanaceae
        - マンサク科 family Hamamelidaceae
        - ミロタムヌス科 family Myrothamnaceae

## 新エングラー体系
エングラー達はマンサク科をバラ目の中に入れているので、新エングラー体系ではマンサク目は存在しない。